# 1962-es labdarúgó-világbajnokság-selejtező (UEFA – 7. csoport)
Az 1962-es labdarúgó-világbajnokság európai 7. selejtezőcsoportjának mérkőzéseit, és a csoport végeredményét tartalmazó lapja. A csoportban egyenes kieséses rendszerben játszottak egymással a labdarúgó-válogatottak. A selejtezőket 1960. november 13. és 1961. november 4. között rendezték. A csoport győztese automatikus résztvevője lett az 1962-es labdarúgó-világbajnokságnak.
A csoportban Ciprus, Izrael, Olaszország, Románia és meghívottként Etiópia szerepelt. Románia visszalépett, így csak négy csapat vett részt a selejtezőkben. 
Olaszország jutott ki az 1962-es világbajnokságra.

## Tabella
|  | Első forduló | Első forduló | Első forduló | Első forduló |  |  | Második forduló        | Második forduló | Második forduló | Második forduló |   |   | Harmadik forduló | Harmadik forduló | Harmadik forduló | Harmadik forduló |  |
|  |              |              |              |              |  |  |                        |                 |                 |                 |   |   |                  |                  |                  |                  |  |
|  |              |              |              |              |  |  | Olaszország            |                 |                 | jn              |   |   |                  |                  |                  |                  |  |
|  |              |              |              |              |  |  | Románia (visszalépett) |                 |                 |                 |   |   |                  |                  |                  |                  |  |
|  |              |              |              |              |  |  |                        |                 |                 |                 |   |   | Olaszország      | 4                | 6                | 10               |  |
|  |              |              |              |              |  |  |                        |                 | Izrael          | 2               | 0 | 2 |                  |                  |                  |                  |  |
|  |              |              |              |              |  |  | Etiópia                | 0               | 2               | 2               |   |   |                  |                  |                  |                  |  |
|  | Izrael       | 1            | 6            | 7            |  |  | Izrael                 | 1               | 3               | 4               |   |   |                  |                  |                  |                  |  |
|  | Ciprus       | 1            | 1            | 2            |  |  |                        |                 |                 |                 |   |   |                  |                  |                  |                  |  |

## Mérkőzések

### Első forduló
| 1960. november 13. |

| Ciprus        | 1–1         | Izrael     |
| ------------- | ----------- | ---------- |
| Jászemisz 29' | Jegyzőkönyv | Kofman 31' |

| GSZP Stadion, Nicosia Nézőszám: 11 000 Játékvezető: Živko Bajić (jugoszláv) |

| 1960. november 27. |

| Izrael                                       | 6–1         | Ciprus                   |
| -------------------------------------------- | ----------- | ------------------------ |
| Levi 14' 30' 66' Stelmach 61' 88' Nahari 34' | Jegyzőkönyv | Jászemisz 89' (11-esből) |

| Ramat Gan Stadion, Tel-Aviv Nézőszám: 45 000 Játékvezető: Živko Bajić (jugoszláv) |

### Második forduló
Románia visszalépett, így Olaszország játék nélkül jutott a harmadik fordulóba.
| 1961. március 14. |

| Izrael     | 1–0         | Etiópia |
| ---------- | ----------- | ------- |
| Glazer 69' | Jegyzőkönyv |         |

| Ramat Gan Stadion, Tel-Aviv Nézőszám: 35 000 Játékvezető: Zsolt István (magyar) |

| 1961. március 19. |

| Izrael                      | 3–2         | Etiópia              |
| --------------------------- | ----------- | -------------------- |
| Glazer 27' 77' Stelmach 59' | Jegyzőkönyv | Awad 31' Vassalo 64' |

| Ramat Gan Stadion, Tel-Aviv Nézőszám: 30 000 Játékvezető: Pósa János (magyar) |

### Harmadik forduló
| 1961. október 15. |

| Izrael                 | 2–4         | Olaszország                                    |
| ---------------------- | ----------- | ---------------------------------------------- |
| Stelmach 15' Young 38' | Jegyzőkönyv | Lojacono 53' (11-esből) Altafini 79' Corso 87' |

| Ramat Gan Stadion, Tel-Aviv Nézőszám: 50 000 Játékvezető: Jordan Takov (bolgár) |

| 1961. november 4. |

| Olaszország                                    | 6–0         | Izrael |
| ---------------------------------------------- | ----------- | ------ |
| Sivori 16' 52' 65' 88' Corso 59' Angelillo 69' | Jegyzőkönyv |        |

| Stadio Comunale, Torino Nézőszám: 70 000 Játékvezető: Manuel Asensi (spanyol) |

## Csapat eredmények

### Olaszország
Szövetségi kapitány:  Giovanni Ferrari
| Poszt | Név                 | Születési idő        | Mérkőzésszám | Gól | Játékidő percben | Sub off | Sub on | ISR | ISR | Klub        |
| ----- | ------------------- | -------------------- | ------------ | --- | ---------------- | ------- | ------ | --- | --- | ----------- |
| FW    | José Altafini       | 1938. augusztus 24.  | 2            | 1   | 180              | 0       | 0      | 90  | 90  | AC Milan    |
| FW    | Antonio Angelillo   | 1937. szeptember 5.  | 1            | 1   | 90               | 0       | 0      | -   | 90  | A.S. Roma   |
| DF    | Bruno Bolchi        | 1940. február 21.    | 2            | 0   | 180              | 0       | 0      | 90  | 90  | Inter Milán |
| GK    | Lorenzo Buffon      | 1929. december 19.   | 2            | 0   | 180              | 0       | 0      | 90  | 90  | Inter Milan |
| MF    | Mario Corso         | 1941. augusztus 25.  | 2            | 3   | 180              | 0       | 0      | 90  | 90  | Inter Milan |
| MF    | Francisco Lojacono  | 1935. december 11.   | 1            | 1   | 90               | 0       | 0      | 90  | -   | A.S. Roma   |
| DF    | Giacomo Losi        | 1935. szeptember 10. | 2            | 0   | 180              | 0       | 0      | 90  | 90  | A.S. Roma   |
| DF    | Cesare Maldini      | 1932. február 5.     | 2            | 0   | 180              | 0       | 0      | 90  | 90  | AC Milan    |
| MF    | Bruno Mora          | 1937. március 29.    | 2            | 0   | 180              | 0       | 0      | 90  | 90  | Juventus FC |
| DF    | Enzo Robotti        | 1935. június 13.     | 2            | 0   | 180              | 0       | 0      | 90  | 90  | Fiorentina  |
| FW    | Omar Sivori         | 1935. október 2.     | 2            | 4   | 180              | 0       | 0      | 90  | 90  | Juventus FC |
| MF    | Giovanni Trapattoni | 1939. március 17.    | 2            | 0   | 180              | 0       | 0      | 90  | 90  | AC Milan    |

### Izrael
Szövetségi kapitány:  Mándi Gyula
| Poszt | Név                  | Születési idő      | Mérkőzésszám | Gól | Játékidő percben | Sub off | Sub on | CYP | CYP | Etiópia | Etiópia | ITA | ITA | Klub               |
| ----- | -------------------- | ------------------ | ------------ | --- | ---------------- | ------- | ------ | --- | --- | ------- | ------- | --- | --- | ------------------ |
|       | Aharon Amar          | 1937               | 3            | 0   | 270              | 0       | 0      | 90  | 90  | 90      | -       | -   | -   |                    |
|       | Mordechai Benbinisti |                    | 6            | 0   | 540              | 0       | 0      | 90  | 90  | 90      | 90      | 90  | 90  |                    |
| FW    | Yehoshua Glazer      | 1927. december 29. | 2            | 3   | 180              | 0       | 0      | -   | -   | 90      | 90      | -   | -   |                    |
|       | Yosef Goldstein      |                    | 3            | 0   | 270              | 0       | 0      | -   | 90  | 90      | 90      | -   | -   |                    |
|       | Yaacov Grundman      |                    | 1            | 0   | 90               | 0       | 0      | -   | -   | -       | -       | 90  | -   |                    |
| GK    | Ya'akov Hodorov      | 1927. június 16.   | 2            | 0   | 180              | 0       | 0      | -   | -   | -       | -       | 90  | 90  | Hapoel Tel Aviv FC |
|       | Boaz Kofman          |                    | 1            | 1   | 90               | 0       | 0      | 90  | -   | -       | -       | -   | -   |                    |
| FW    | Shlomo Levi          |                    | 4            | 3   | 360              | 0       | 0      | 90  | 90  | 90      | 90      | -   | -   | Hapoel Haifa FC    |
|       | Amatsia Levkovich    |                    | 6            | 0   | 540              | 0       | 0      | 90  | 90  | 90      | 90      | 90  | 90  |                    |
|       | Avraham Menchel      |                    | 5            | 0   | 450              | 0       | 0      | 90  | 90  | -       | 90      | 90  | 90  |                    |
|       | Zvi Muisescu         |                    | 2            | 0   | 180              | 0       | 0      | 90  | 90  | -       | -       | -   | -   |                    |
|       | Shlomo Nahari        |                    | 3            | 1   | 270              | 0       | 0      | -   | 90  | 90      | -       | 90  | -   |                    |
|       | Shalom Peterburg     |                    | 1            | 0   | 90               | 0       | 0      | -   | -   | -       | -       | -   | 90  |                    |
| FW    | Zecharia Ratzabi     |                    | 3            | 0   | 270              | 0       | 0      | 90  | -   | -       | -       | 90  | 90  | Hapoel Petah Tikva |
| FW    | Dani Shmulevich-Rom  | 1940. november 29. | 4            | 0   | 360              | 0       | 0      | -   | 90  | 90      | 90      | -   | 90  | Maccabi Haifa FC   |
| FW    | Nahum Stelmach       | 1936. július 19.   | 5            | 4   | 450              | 0       | 0      | 90  | 90  | 90      | -       | 90  | 90  | Hapoel Petah Tikva |
|       | Zvi Tendler          |                    | 2            | 0   | 180              | 0       | 0      | -   | -   | -       | -       | 90  | 90  |                    |
|       | Gidon Tish           |                    | 5            | 0   | 450              | 0       | 0      | 90  | -   | 90      | 90      | 90  | 90  |                    |
| GK    | Yaacov Visoker       |                    | 4            | 0   | 360              | 0       | 0      | 90  | 90  | 90      | 90      | -   | -   |                    |
|       | Uri Weinberg         |                    | 1            | 0   | 90               | 0       | 0      | -   | -   | -       | 90      | -   | -   |                    |
|       | Reuven Young         |                    | 3            | 1   | 270              | 0       | 0      | -   | -   | -       | 90      | 90  | 90  |                    |

### Etiópia
Szövetségi kapitány:  Slavko Milošević
| Poszt | Név                   | Születési idő | Mérkőzésszám | Gól | Játékidő percben | Sub off | Sub on | ISR | ISR | Klub |
| ----- | --------------------- | ------------- | ------------ | --- | ---------------- | ------- | ------ | --- | --- | ---- |
| DF    | Mekouria Kebede Asfaw |               | 2            | 0   | 180              | 0       | 0      | 90  | 90  |      |
| DF    | Berhe Asmelash        |               | 2            | 0   | 180              | 0       | 0      | 90  | 90  |      |
| DF    | Mohamed Awad          |               | 2            | 0   | 180              | 0       | 0      | 90  | 90  |      |
| GK    | Mikael Gila           |               | 2            | 0   | 180              | 0       | 0      | 90  | 90  |      |
| DF    | Araya Kiflom          |               | 2            | 3   | 180              | 0       | 0      | 90  | 90  |      |
| FW    | Kebede Metaferia      |               | 2            | 1   | 180              | 0       | 0      | 90  | 90  |      |
| FW    | Abde Selassie Netsere |               | 2            | 0   | 180              | 0       | 0      | 90  | 90  |      |
| MF    | Mekouria Tadesse      |               | 2            | 0   | 180              | 0       | 0      | 90  | 90  |      |
| MF    | Gebre Medhin Tesfaye  |               | 2            | 0   | 180              | 0       | 0      | 90  | 90  |      |
| MF    | Luciano Vassalo       |               | 2            | 1   | 180              | 0       | 0      | 90  | 90  |      |
| FW    | Mengistu Worku        |               | 2            | 0   | 180              | 0       | 0      | 90  | 90  |      |

### Ciprus
Szövetségi kapitány:  Argyrios Gavalas
| Poszt | Név                 | Születési idő | Mérkőzésszám | Gól | Játékidő percben | Sub off | Sub on | ISR | ISR | Klub                  |
| ----- | ------------------- | ------------- | ------------ | --- | ---------------- | ------- | ------ | --- | --- | --------------------- |
| DF    | Pambos Charalambous |               | 2            | 0   | 180              | 0       | 0      | 90  | 90  | Anórthoszi Ammohósztu |
|       | Vasos Demetriadis   |               | 2            | 0   | 180              | 0       | 0      | 90  | 90  | Nea Salamina          |
| GK    | Nicos Eleftheriadis |               | 2            | 0   | 180              | 0       | 0      | 90  | 90  | Omonia Nicosia        |
|       | Antonis Kkaras      |               | 2            | 0   | 180              | 0       | 0      | 90  | 90  | Anórthoszi Ammohósztu |
| MF    | Panicos Kristallis  |               | 2            | 0   | 180              | 0       | 0      | 90  | 90  | Apollon Limassol      |
| DF    | Militis             |               | 2            | 0   | 180              | 0       | 0      | 90  | 90  | Pezoporikos Larnaca   |
| FW    | Andreas Pakkos      |               | 2            | 0   | 180              | 0       | 0      | 90  | 90  | Omonia Nicosia        |
| DF    | Costas Panayiotou   |               | 2            | 0   | 180              | 0       | 0      | 90  | 90  | Omonia Nicosia        |
| MF    | Michalis Shialis    |               | 2            | 2   | 180              | 0       | 0      | 90  | 90  | Anórthoszi Ammohósztu |
| FW    | Panayiotis Tselepis |               | 1            | 0   | 90               | 0       | 0      | 90  | -   | Omonia Nicosia        |
|       | Yiannos             |               | 1            | 0   | 90               | 0       | 0      | -   | 90  | AEL Limassol          |
|       | Demetris Zangilos   |               | 2            | 0   | 180              | 0       | 0      | 90  | 90  | Anórthoszi Ammohósztu |